# Yin Qiao
Yin Qiao (cinese 殷 俏; Liaoyang, 2 luglio 1985) è un'ex biatleta cinese.

## Biografia
In Coppa del Mondo esordì il 27 febbraio 2004 a Lake Placid (41ª) e ottenne il primo podio il 17 dicembre 2006 a Hochfilzen (3ª).
In carriera prese parte a un'edizione dei Giochi olimpici invernali, Torino 2006 (31ª nell'individuale, 9ª nella staffetta), e a due dei Campionati mondiali (6ª nella staffetta ad Anterselva 2007 il miglior piazzamento).

## Palmarès

### Coppa del Mondo
- Miglior piazzamento in classifica generale: 37ª nel 2007
- 2 podi (entrambi a squadre):
  - 2 terzi posti